# プリーストリー賞
プリーストリー賞 (プリーストリーしょう、Priestley Medal) とは、アメリカ化学会(ACS)が授与する最高賞。化学分野における卓越した業績に対して贈られる。1774年酸素を発見し、1793年に米国移住した英国人化学者ジョゼフ・プリーストリーの功績を讃えて創設され、1922年から現在まで続いている。当初、三年に一度であったが、1944年から毎年となった。

## 背景
米国に移住していたプリーストリーは、1797年に英国風のマナー・ハウス(manor house)を米国ピッツバーグのノーサンブランドに建てた。1874年、1774年8月1日のプリーストリーによる酸素発見から100周年を祝した記念の会がこの家で開催された。ここでそれまでの100年間の化学に対する米国の貢献を祝そうということだった。これが全米の化学研究者の最初の集いとなった。これがきっかけとなり2年後の1876年にアメリカ化学会が発足した。

## 受賞者
受賞は前年におこなわれる。たとえば1923年の受賞者は1922年に授賞式がおこなわれている。

### 1920年代
- 1923年 アイラ・レムセン
- 1926年 Edgar F. Smith
- 1929年 en:Francis P. Garvan

### 1930年代
- 1932年 Charles L. Parsons
- 1935年 en:William A. Noyes
- 1938年 Marston T. Bogert

### 1940年代
- 1941年 トマス・ミジリー
- 1944年 ジェームズ・ブライアント・コナント
- 1945年 イアン・ヒールブロン
- 1946年 en:Roger Adams
- 1947年 en:Warren K. Lewis
- 1948年 en:Edward R. Weidlein
- 1949年 Arthur B. Lamb

### 1950年代
- 1950年 チャールズ・クラウス
- 1951年 E. J. Crane
- 1952年 Samuel C. Lind
- 1953年 ロバート・ロビンソン
- 1954年 W. Albert Noyes, Jr.
- 1955年 Charles A. Thomas
- 1956年 en:Carl S. Marvel
- 1957年 en:Farrington Daniels
- 1958年 en:Ernest H. Volwiler
- 1959年 H. I. Schlesinger

### 1960年代
- 1960年 en:Wallace R. Brode
- 1961年 Louis P. Hammett
- 1962年 en:Joel H. Hildebrand
- 1963年 ピーター・デバイ
- 1964年 en:John C. Bailar, Jr.
- 1965年 William J. Sparks
- 1966年 William Oliver Baker
- 1967年 en:Ralph Connor
- 1968年 en:William G. Young
- 1969年 ケネス・ピッツァー

### 1970年代
- 1970年 マックス・ティシュラー
- 1971年 en:Frederick D. Rossini
- 1972年 en:George B. Kistiakowsky
- 1973年 ハロルド・ユーリー
- 1974年 ポール・フローリー
- 1975年 ヘンリー・アイリング
- 1976年 ジョージ・ハモンド
- 1977年 ヘンリー・ギルマン
- 1978年 メルヴィン・カルヴィン
- 1979年 グレン・シーボーグ

### 1980年代
- 1980年 Milton Harris
- 1981年 ハーバート・ブラウン
- 1982年 Bryce Crawford, Jr.
- 1983年 ロバート・マリケン
- 1984年 ライナス・ポーリング
- 1985年 ヘンリー・タウベ
- 1986年 en:Karl A. Folkers
- 1987年 ジョン・D・ロバーツ
- 1988年 en:Frank H. Westheimer
- 1989年 en:George C. Pimentel

### 1990年代
- 1990年 ロアルド・ホフマン
- 1991年 ハリー・グレイ
- 1992年 カール・ジェラッシ
- 1993年 Robert W. Parry
- 1994年 ハワード・シモンズ・ジュニア
- 1995年 デレック・バートン
- 1996年 Ernest L. Eliel
- 1997年 メアリー・グッド
- 1998年 フランク・アルバート・コットン
- 1999年 en:Ronald Breslow

### 2000年代
- 2000年 en:Darleane C. Hoffman
- 2001年 フレッド・バソロ
- 2002年 アラン・バード
- 2003年 エドウィン・ファンデンバーグ
- 2004年 イライアス・コーリー
- 2005年 ジョージ・オラー
- 2006年 ポール・アンダーソン
- 2007年 ジョージ・M・ホワイトサイズ
- 2008年 ガボール・ソモライ
- 2009年 en:M. Frederick Hawthorne

### 2010年代
- 2010年 リチャード・ゼア
- 2011年 アハメッド・ズウェイル
- 2012年 ロバート・ランガー
- 2013年 en:Peter J. Stang
- 2014年 スティーブン・リパード
- 2015年 ジャクリン・バートン
- 2016年 モスタファ・エル＝サイエド
- 2017年 トビン・マークス
- 2018年 en:Geraldine L. Richmond
- 2019年 バリー・シャープレス

### 2020年代
- 2020年 ジョアン・スタビー
- 2021年 ポール・アリヴィサトス
- 2022年 en:Peter Dervan
- 2023年 ケイトー・ローレンシン
- 2024年 キャロライン・ベルトッツィ
- 2025年 フランシス・アーノルド
- 2026年 フジェニファー・ダウドナ